# ديميتار سيميونوف
ديميتار سيميونوف هو لاعب كرة قدم بلغاري في مركز حراسة المرمى، ولد في 7 يونيو 1987 في بلغاريا. لعب مع سلافيا صوفيا وفيهرين ساندانسكي.

## وصلات خارجية
- ديميتار سيميونوف على موقع قاعدة بيانات كرة القدم.إي يو (الإنجليزية)